# Enguerrand (évêque)
Enguerrand (mort le 2 février 1174) était évêque de Glasgow au XIIe siècle. Auparavant, il fut archidiacre de Teviotdale et servit le roi Malcolm IV d'Écosse comme chancelier d'Écosse entre 1161 et 1164.

## Biographie
Il fut élu évêque de Glasgow le dimanche 20 septembre 1164; sa consécration eut lieu le 28 octobre des mains du pape Alexandre III lui-même, à Sens où le pape résidait alors. Enguerrand revint au diocèse le 2 juin 1165.
Bien qu'il ait démissionné de sa position de chancelier lors de son élection à l'évêché, des chartes montrent qu'il devint chancelier à nouveau sous le règne de Guillaume Ier d’Écosse, vraisemblablement en 1171.
Les principales actions de son épiscopat comprennent l'ouverture de la tombe de celui qui était en train de devenir Saint Waltheof; cette action résulte probablement d'une requête de son ami et successeur, Jocelin, alors abbé de Melrose.
Il décéda le 2 février 1174.